# Boris Mironov
Boris Olegovič Mironov (in russo Борис Олегович Миронов?; Mosca, 21 marzo 1972) è un ex hockeista su ghiaccio russo, fino al 1991 sovietico.
Anche il fratello Dmitrij Mironov è stato un hockeista su ghiaccio.

## Palmarès

### Olimpiadi invernali
- 2 medaglie:
  - 1 argento (Nagano 1998)
  - 1 bronzo (Salt Lake City 2002)